# Société Centrale Canine
Die Société Centrale Canine (SCC) ist der französische nationale Dachverband für Hundezucht innerhalb der Fédération Cynologique Internationale (FCI). Sie regelt im Rahmen ihrer Zuständigkeit Hundezucht und Hundesport. Ihr vollständiger Name lautet Société centrale canine pour l'amélioration des races de chiens en France (fr. für Zentralverband zur Verbesserung der Hunderassen in Frankreich). Ihre Mitglieder sind regionale kynologische Vereine und spezialisierte Rasseclubs. Sie führt im Auftrag des französischen Staates das nationale Zuchtbuch für alle in Frankreich gezüchteten FCI- und SCC-Rassen Livre des Origines Français (LOF) und unabhängig davon eine Datenbank aller in Frankreich über die gesetzliche Tierkennzeichnung registrierten Hunde.
Innerhalb der FCI ist die SCC für die Standards der französischen Hunderassen verantwortlich. Auf nationaler Ebene anerkennt sie außerdem den Briquet de Provence und den Cursinu.

## Geschichte
- 1881: Gründung in Paris[3]
- 1885: Erste Eintragung von Hunden ins LOF.
- 1910: Die SCC wird Gründungsmitglied der FCI.
- 1914: Anerkennung als gemeinnütziger Verein (établissement d'utilité publique).
- 1952: Tiefgreifende Statutenänderungen.[4]
- 1957: Staatliche Anerkennung des LOF als offizielles Zuchtbuch für die französische Hundezucht.
- 1971: Staatliches Mandat an die SCC, eine Datenbank für Tierkennzeichnung aller in Frankreich registrierten Hunde einzurichten.